# Holothuria arenicola

Holothuria arenicola

Holothuria arenicola is een zeekomkommer uit de familie Holothuriidae.
De wetenschappelijke naam van de soort werd in 1868 gepubliceerd door Karl Semper.